# Davies Nkausu
Davies Nkausu (Lusaka, 1 de janeiro de 1986) é um futebolista profissional zambiano que atua como defensor.

## Carreira
Davies Nkausu representou o elenco da Seleção Zambiana de Futebol no Campeonato Africano das Nações de 2015.

## Títulos
Zambia
- Campeonato Africano das Nações: 2012